# خورخورة (أيل غورك)
خورخورة (بالفارسية: خورخوره) هي قرية تقع في إيران في قسم أيل غورك الريفي. يقدر عدد سكانها بـ 281 نسمة بحسب إحصاء 2016.